# Unusual 2SA
Unusual 2SA is een conventie in het bridgespel die een tweekleurenspel met de beide laagste ongeboden kleuren aangeeft. De conventie heet ongebruikelijk omdat de gebruikelijke sterke betekenis van het volgbod in SA vervalt. De conventie werd uitgevonden door de Noor Rolf Böe. 
Wanneer de rechtertegenstander opent met een bod van 1 in een kleur, betekent een sprong naar 2SA een in principe zwakke hand (6-11 punten) met ten minste vijfkaarten in de laagste ongeboden kleuren. Oorspronkelijk werd de conventie alleen gespeeld op een 1♥ of 1♠ opening, waarbij het dus de beide lage kleuren toont. Tegenwoordig -al dan niet als onderdeel van de Ghestemconventie- ook vaak op een 1♣ en een 1♦ opening waarbij het dus harten en ruiten, respectievelijk harten en klaver aangeeft.
Er zijn ook paren die de conventie spelen als openingsconventie, een zwakke twee opening met de beide lage kleuren.
Wanneer de linkertegenstander past zal partner in de regel een van beide kleuren kiezen. Wanneer je daarna vrijwillig biedt toon je juist een sterke hand (15+ punten). De meeste paren bieden met 12-14 punten geen unusual 2SA, maar proberen de kleuren dan aan te geven met volgbiedingen.
Een uitgebreid antwoordenschema na bijvoorbeeld 
- 1♥-2SA!-pas luidt:
- 3♣ of 3♦ om te spelen
- 3♥! Het cue-bod mancheforcing of sterker
- 3♠ contractverbetering, geen lage kleurenfit en ten minste een goede zeskaart of zevenkaart schoppen
- 3SA om te spelen
- 4/5♣ of 4/5♦ preemptief

Voor de tegenstanders geeft de conventie de mogelijkheid van twee cue-bids. Een veel gebruikte verdediging is om hiermee inviterend of beter de corresponderende hoge kleur aan te geven. Een direct bod in een hoge kleur is dan niet sterk. Na bijvoorbeeld
- 1♥-2SA!
- doublet strafgeoriënteerd, geen fit
- 3♣! inviterend of beter met hartenfit
- 3♦! inviterend of beter met zeskaart schoppen
- 3/4♥ niet sterk, mogelijk preëmptief
- 3♠ niet sterk, zeskaart schoppen
- 3SA om te spelen
- 4♣! of 4♦! splinter (singleton of renonce), hartenfit

Een '!' staat voor een conventioneel bod, dat gealerteerd moet worden.